# فيكتوريا ماكولاي
فيكتوريا ماكولاي (بالإنجليزية: Victoria Macaulay)‏ مواليد 7 أغسطس 1990 في جزيرة ستاتن، نيويورك، هي لاعبة كرة سلة أمريكية. بدأت مسيرتها الاحترافية في سنة 2013. تلعب في دوري الاتحاد الوطني لكرة السلة النسائية كلاعب وسط. وتحمل الرقم 25. يبلغ طولها 6 قدم 4 بوصة (1.9 م). لعبت مع نادي بارما لكرة السلة للسيدات في الدوري الإيطالي لكرة السلة للسيدات وشيكاغو سكاي في الاتحاد الوطني لكرة السلة النسائية.

## روابط خارجية
- فيكتوريا ماكولاي على موقع الاتحاد الوطني لكرة السلة النسائية (الإنجليزية)
- فيكتوريا ماكولاي على موقع كرة السلة الأوروبية.كوم (الإنجليزية)
- فيكتوريا ماكولاي على موقع كلية كرة السلة في سبورتس رفرنس.كوم (الإنجليزية)
- فيكتوريا ماكولاي على موقع بروبوليرز (الإنجليزية)
- فيكتوريا ماكولاي على موقع سبورتس رفرنس (الإنجليزية)
- فيكتوريا ماكولاي على موقع سبورتس رفرنس (الإنجليزية)
- فيكتوريا ماكولاي على موقع اللجنة الأولمبية الدولية (الإنجليزية)
- فيكتوريا ماكولاي على موقع أوليمبيديا (الإنجليزية)